# Filips Kirke
Filips kirke, også kaldt Filipskirken, er en kirke i Filips Sogn, Københavns Stift, beliggende i Sundby og udført i 1924.

## Historie
Den første Filips Kirke blev bygget i forbindelse med at Filips Sogn den 19. oktober 1907 blev oprettet som følge af Københavns udvidelse. Til forskel fra de fleste danske kirker blev den bygget af træ. Midlerne til byggeriet blev indsamlet af Foreningen til opførelse af små kirker i København, mens Kirkefondet havde købt grunden.
Den nuværende Filips kirke blev tegnet af arkitekten Rasmus Rue og stod færdig i 1924. Menighedshuset, der er bygget ved kirken, stod færdig i 1928.

## Kirkebygningen og inventar
Der er plads til omkring 450 personer i kirken.
Over indgangsdøren til våbenhuset findes et tympanon med et relief af Kristus med Filip og Nathanael, og under det apostlen Filips ord til Nathaniel: Kom og se! (Joh. 1,46). Den er udført af Carl Vilhelm Nielsen. Altertavlen, malet af Erik Jensen, afbilleder Jesus som Sædemanden. Korets østvindue har et glasmaleri, der viser en syngende engel, lavet af Anton Høy. Døbefonten er i granit og prædikestolen i træ med evangalistfelter.
Orgelet blev oprindeligt bygget til Kastelskirken i 1884, hvor det blev synet af J.P.E. Hartmann og Niels W. Gade. Det blev kasseret i 1922 og skænket Filipskirken. I 1970-71 blev det restaureret af Poul Gerhard Andersen. I dag har det 21 stemmer og regnes som bevaringsværdig.

## Galleri
- Den gamle og den nye Filips Kirke under nybygningen i 1924
- Indgangen til Filips kirke
- Mindesten til gårdejer Jakob O. Jakobsen
- Filips kirke set fra den anden skrå vinkel i 2007

## Eksterne kilder og henvisninger
1. 1 2 3 4 5  Norman Svendsen, Margit (1990).  Norman Svendsen, Margit; Norman Svendsen, Erik (red.). Nyere Danske Kirker. Valby: Unitas Forlag. s. 42-43. ISBN 87-7517-255-0.

- Filips Kirke Arkiveret 31. januar 2011 hos  Wayback Machine hos nordenskirker.dk
- Filips Kirke Arkiveret 19. september 2015 hos  Wayback Machine hos KortTilKirken.dk